# Julio Ricardo Cruz
Julio Ricardo Cruz (Santiago del Estero, 10 de outubro de 1974) é um ex- futebolista argentino que atuava como atacante.

## Carreira

### Banfield
Começou sua carreira no Banfield, da Argentina, em 1993. Lá foram 4 temporadas, 16 gols marcados, mas nenhum título.

### River Plate
Em 1996 assinou com o River Plate. Chegou como promessa, mas lá se mostrou uma realidade. Foram 17 gols em 29 jogos, conquistou a Apertura e a Clausura, e foi quando recebeu sua primeira convocação para a Seleção Argentina.

### Feyenoord
Depois de todo o sucesso na temporada 1996-1997, Julio foi rumo à Holanda, para jogar no Feyenoord. Conquistou a Eredivise e a Supercopa, jogou a Champions League, e em 4 temporadas, foram 50 gols em 93 jogos.

### Bologna
Em 2000 foi contratado pelo Bologna, da Itália. Nas 3 temporadas, o clube teve um desempenho discreto nas competições, mas Julio Cruz conseguiu desempenhar um bom futebol. Foram 98 jogos e 30 gols.

### Internazionale
Depois de ter sido o destaque do Bologna, Julio foi para um dos clubes mais tradicionais do mundo, a Internazionale Milano, em 2003. Lá conquistou o tetra da Serie A, foi campeão da Coppa Italia por dois anos seguidos e 3 vezes a Supercopa da Itália. No total foram 190 jogos e 75 gols com a camisa da Inter.

### Lazio
Com a renovação de elenco proposta pelo treinador José Mourinho, Julio perdeu espaço na Inter e foi vendido à Lazio, onde assinou contrato de 1 ano.

## Seleção
A primeira competição de Julio Cruz na Seleção Argentina foi as Olimpíadas de 1996, onde foram medalha de prata.
Pela Seleção Argentina profissional, Julio Cruz tem 22 convocações e 4 gols marcados. Sua primeira convocação foi em 1997, ano em que disputou a Copa América. Foi convocado também Copa do Mundo de 2006, onde jogou 2 partidas, mas não marcou nenhum gol. Se aposentou da seleção em 2008, devido à falta de espaço no time.

## Títulos

### River Plate
- Apertura: 1996.
- Clausura: 1997.

### Feyenoord
- Eredivise: 1999.
- Supercopa: 1999.

### Internazionale
- Serie A: 2005-06, 2006-07, 2007-08, 2008-09.
- Coppa Italia: 2005, 2006.
- Supercopa: 2005, 2006, 2008.

### Lazio
- Supercopa da Itália: 2009.